# Club Voleibol Diego Porcelos
Il Club Voleibol Diego Porcelos è una società pallavolistica femminile della Spagna, con sede a Burgos.

## Storia della società
Il Club Voleibol Diego Porcelos nasce nel 1976, partendo dalle categorie minori per debuttare nella massima categoria nella stagione 1997-98.
Nel corso degli anni, il club disputa diverse finali, perdendo sempre. Disputa la finale della Coppa della Regina in quattro occasioni, nelle edizioni: 2000-01, 2001-02, 2002-03 e 2009-10. In Supercoppa spagnola, gioca due finali: nel 2002 e nel 2006. In ambito europeo, il club ottiene il terzo posto nella Coppa CEV 2005-06 ed il quarto posto nell'edizione successiva.